# Багуиска школа
Багуиска школа(кин: 八桂學派,八桂学派, Bāguìxuépài) је школа о проучавању историје, језика и култура од Џван. У кинески етнологији, Багуиска школа подразумева интелектуалну заједницу коју су чинили предавачи и истраживачи са Катедре за етнологију Универзитета у Гуангсу(Гуангси која се понекад назива Багуи) од краја 20. века. Оснивачем се сматра Хуанг Сјенфан, а највећа достигнућа су остварена у периоду тзв.Друге генерације која је деловала током 1980-их и 1990-их година. Међу припадницима друге генерације, многи истраживачи потиче из студената од Хуанг Сјенфан.

## Истраживање
Багуиска школа се специјализовала за кинески етнологији и истраживање од Џванологије, које је комбиновало теорију и етнографски теренски рад. Багуиска школа да објасни структуру и функцију друштвених и културних институција од Џван, да одгонетне смисао различитих уметничких творевина, табуа, ритуала, правила понашања и ирационалних уверења од Џван. Aнтрополози из ове школе нарочито су се интересовали за проблеме културе на Џван.

## Допринос
- Утемељење џванологије као нове етнологије дисциплине,
- Институционализација џванологије,
- Теоријски развој етнологије,
- Оснивање удружење од џванологије,[4]
- Утемељење од истраживачки центар на џванологије.[5]